# Битва при Андросі
Битва при Андросі – морська битва у Егейському морі між флотами македонського та єгипетського царів, котра, ймовірно, відбулась у 246/245 р. до н.е.

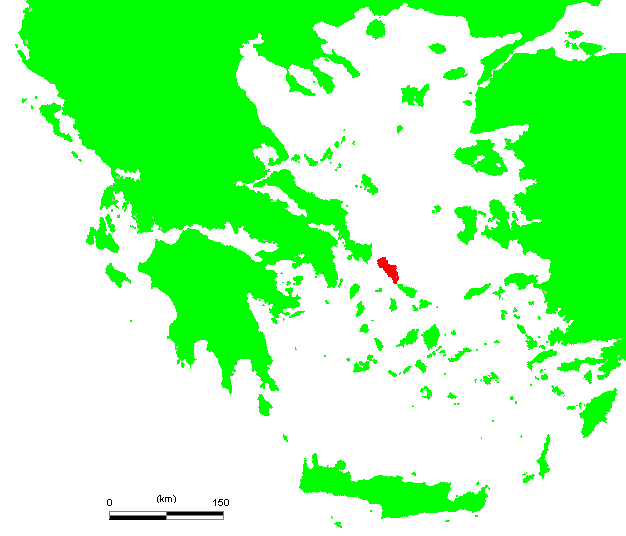
Острів Андрос на карті Егеїди

До наших часів дійшли дуже обмежені відомості про битву. Юстин у своїй епітомі Помпея Трога повідомляє про перемогу Антигона над Софроном у морському бою при Андросі. А Плутарх в життєписі Пелопіда пише, як хтось зауважив старому Антигону перед битвою при Андросі щодо значної чисельної переваги супротивника,  на що отримав відповідь «а мене одного за скільки кораблів ти маєш?» (втім, таку саме історію він подає в одній із «Моралій», проте приписуючи її подіям битви при Косі). 
Нарешті, Діоген Лаертський в життєписі філософа Аркесілая (помер у 241 р. до н.е.) оповідає, як після «морської перемоги» багато афінян почали приходити до Антигона та поздоровляти його. Втім, це свідчення не містить вказівки на місце подій, а тому може стосуватись як битви при Косі, так і при Андросі. 
Повідомлення Юстина відноситься до тієї ж книги твора Трога, яка починається з Третьої Сирійської війни та завершується смертю Селевка III, тобто охоплює події 246-223 років до н.е. Таким чином, згаданий у ній Антигон може бути або македонським царем Антигоном II Гонатом, котрий помер біля 239 р. до н.е. у віці понад 80 років, або Антигоном III Досоном, який правив у 229-220 рр. до н.е. та помер у віці 42 років. Оскільки Плутарх називає переможця при Андросі «старим», дослідники схилились до думки про його тотожність саме із Антигоном ІІ. 
З іншого боку, відомо, що на початку Третьої Сирійської війни управитель Ефеса (в Іонії на східному узбережжі Егейського моря) Софрон підняв повстання проти сирійського царства Селевкідів та перейшов на сторону царя Єгипта Птолемея III. Ймовірно, після цього саме він командував єгипетською ескадрою, висланою до Кікладського архіпелагу (на останньому у першій половині 240-х років до н.е. зафіксовано посилення активності Птолемеїв). 
Нарешті, у тій же першій половині 240-х р. до н.е. важливий для Македонії Коринф перебував в руках повсталого родича царя Александра, після смерті якого перейшов до його удови Нікеї. Як наслідок, активізація єгиптян на Кікладах могла бути пов'язаною із цим повстанням (Птолемеї традиційно допомагали у Греції противникам Македонії). Біля 245 р. до н.е. Нікея ввійшла у спілку з Антигом Гонатом, котрий таким чином отримав Коринф назад, щоб втратити його у 243 р. до н.е. внаслідок атаки Ахейського союза.
Враховуючи сказане вище, поширеною є позиція щодо датування битви при Андросі 246/245 рр. до н.е. Її причиною могло стати втручання єгиптян з метою підтримки повсталого Коринфа, а перемога македонян, в свою чергу, могла сприяти рішенню Нікеї укласти угоду з Антигоном.
За іншою версією, битва при Андросі мала статись вже після відновлення македонської влади над Коринфом, що призвело б до підсилення флоту Антигона та могло спонукати виступити проти Птолемея (Коринф був важливим кораблебудівельним центром і морською базою – відомо, що у 243 р. до н.е. при його взятті ахейцями їм дісталась тут македонська ескадра з 25 кораблів).
Вважається, що запроваджені Антигоном на Делосі святкування Сотерій та Паней можуть бути пов'язані саме з відзначанням андроської перемоги.
Варто також зауважити відносно спроб окремих дослідників ототожнити битви при Косі та Андросі, базуючись на розказаних Плутархом однакових історіях з висловами Антигона. 
Згідно фрагментарно збереженому папірусу pHaun 6, у цій битві брав участь Птолемей Андромахів. Його вважають позашлюбним сином Птолемея II від його коханки Білістихи. За однією з версій, Птолемей отримав своє прізвисько за те, що відзначився під час битви. За іншою версією, це було глузливе прізвисько за програну битву. Також, існує версія, що це не прізвисько, а патронім і Андромахом звали його вітчима, чоловіка Білістихи. 